# University of the Arts London

Logotyp

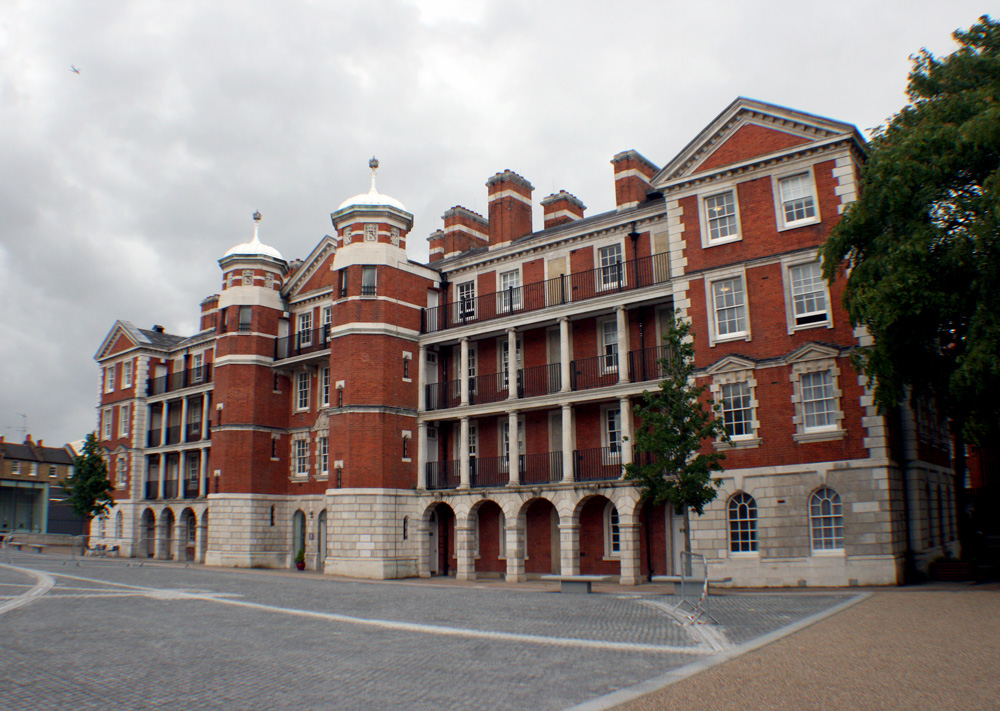
Chelsea College of Art and Design

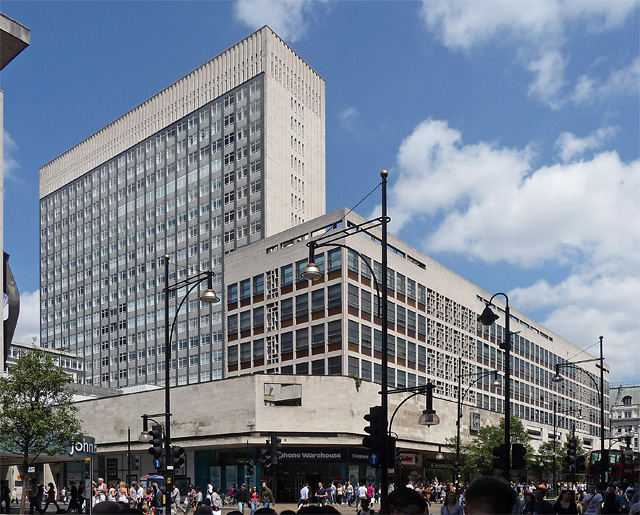
London College of Fashion

University of the Arts London är ett statligt universitet i London i Storbritannien. Universitetet är en paraplyorganisation för sex utbildningsinstitutioner med inriktning på  konst, design, mode och media, vilka har en historia tillbaka till 1854.
University of the Arts London inrättades under namnet London Institute 1986 och fick nuvarande namn 2004. Före 1986 var de utbildningsinstitutioner som ligger inom universitetet självständiga statliga högskolor. Wimbledon College of Art lades under universitetet 2006. Drama Centre London och Byam Shaw School of Art införlivades i Central Saint Martins College of Art and Design 1999 respektive 2006.
Universitetet är den största högre läroanstalten för konst, design, mode och scenkonst. Det har uppemot 20.000 elever.

## Enheter inom University of the Arts
| Utbildningsinstitution                          | Lokalisering                            | Grundlagd | Ungefärligt antal studenter |
| ----------------------------------------------- | --------------------------------------- | --------- | --------------------------- |
| Camberwell College of Arts                      | Camberwell                              | 1898      | 1.700                       |
| Central Saint Martins College of Art and Design | King's Cross                            | 1854      | 4.900                       |
| Chelsea College of Art and Design               | Millbank                                | 1895      | 1.800                       |
| London College of Communication                 | Elephant and Castle                     | 1894      | 5.400                       |
| London College of Fashion                       | Stratford, Queen Elizabeth Olympic Park | 1906      | 5.100                       |
| Wimbledon College of Art                        | Wimbledon, Merton Park                  | 1890      | 1.100                       |